# چارلز رالفز
چارلز رالفز (انگلیسی: A-1؛ زادهٔ ۲۲ مهٔ ۱۹۷۷) یک کشتی‌گیر کشتی حرفه‌ای است.